# Tianzhou

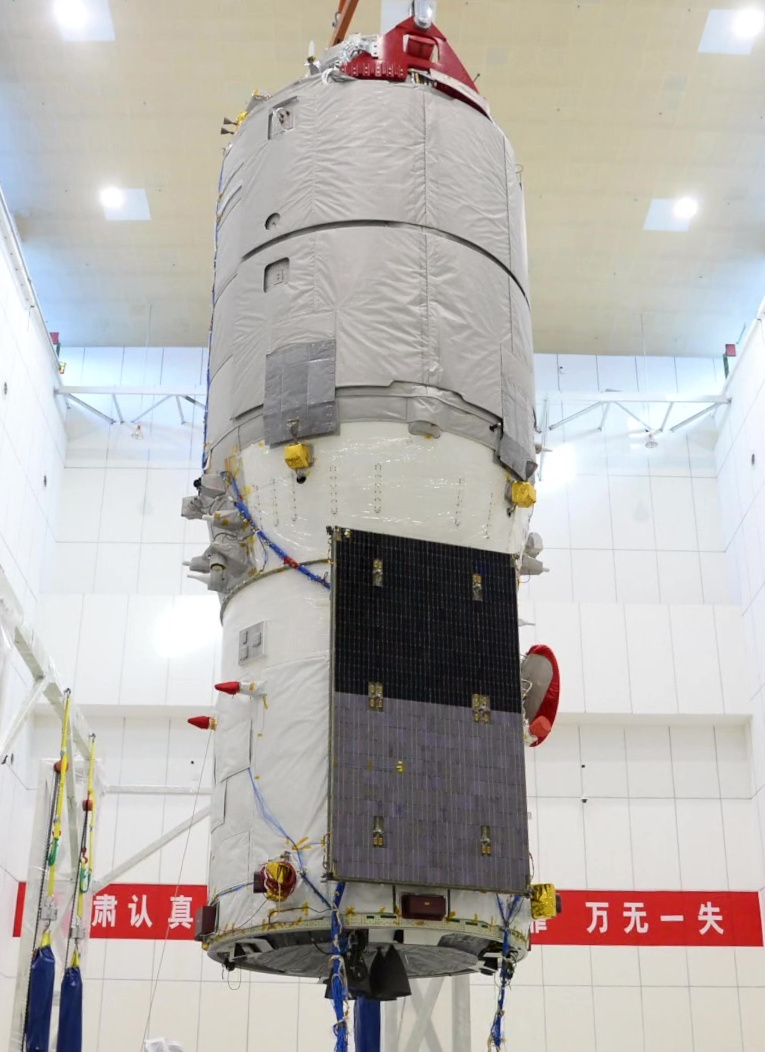
Nave espacial de carga Tianzhou

Tianzhou é uma espaçonave de carga automatizada chinesa desenvolvida a partir do laboratório espacial Tiangong 1 para reabastecer a sua futura estação espacial modular. Esta nave está prevista para ser lançada por meio do veículo Longa Marcha 7 a partir de Wenchang. Ela foi programada para fazer seu voo inaugural em 2017, quando a Tianzhou 1 seria lançada para demonstrar transferência autônoma de propelente.

## Função
A Tianzhou funciona como o principal transporte de carga para a estação espacial chinesa. Ela tem capacidades cargas pressurizadas, semi-pressurizadas e despressurizadas. A espaçonave deve ser capaz de transportar carga hermética, grandes cargas extra-veiculares e plataformas experimentais. Ela seria lançada através do foguete Longa Marcha 7 a partir da base de lançamento de Wenchang.